# Elektronika MS 1504

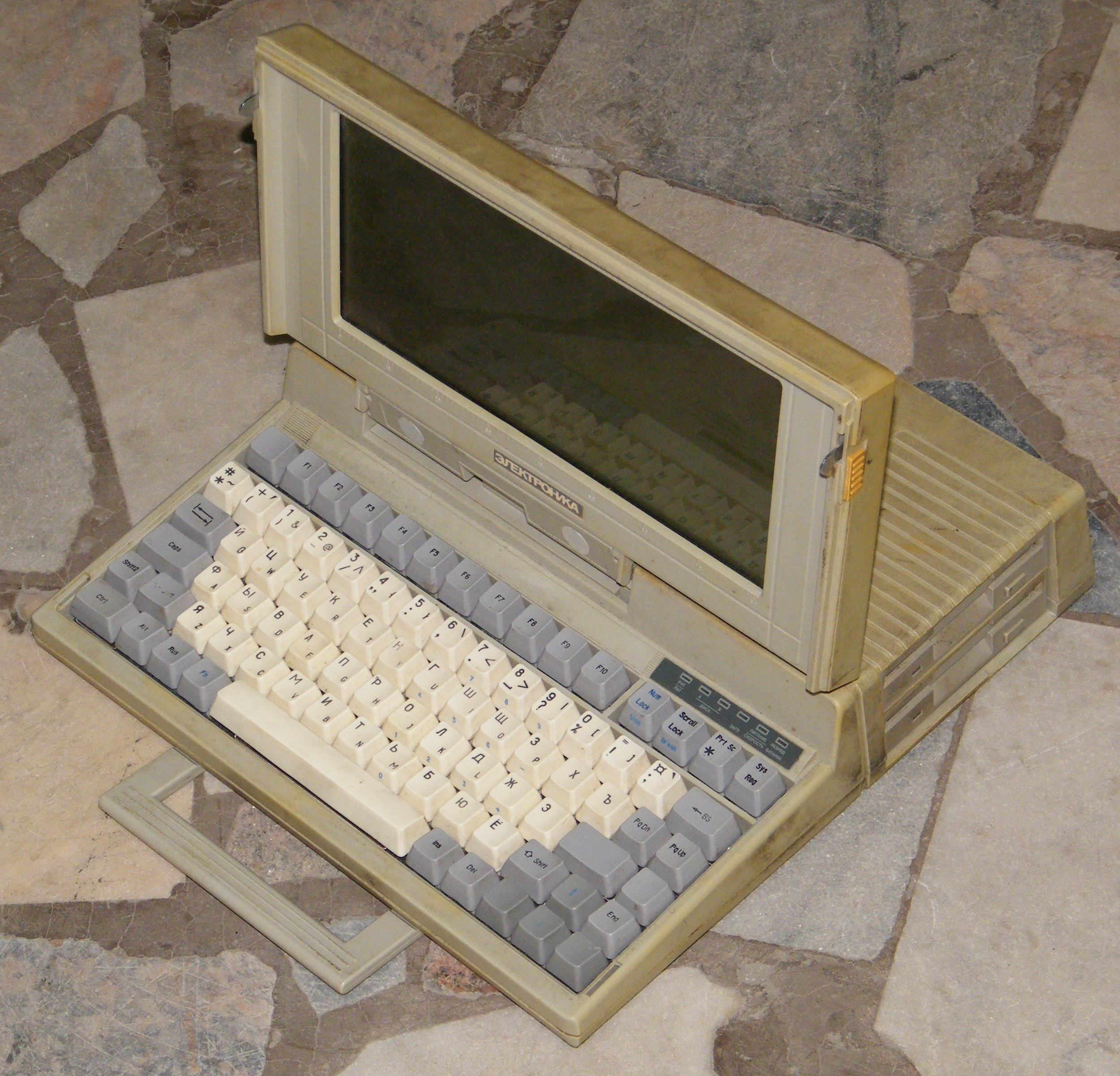
Elektronika MS 1504

L'Elektronika MS 1504 (russe : Электроника МС 1504) est un ordinateur portable personnel produit par la société soviétique Elektronika au début des années 1990.